# Gentiana sino-ornata
Gentiana sino-ornata is een plant uit de gentiaanfamilie (Gentianaceae). De plant komt in de Himalaya voor op hoogtes tussen 2800 en 4600 m.

## Beschrijving
Gentiana sino-ornata is een overblijvende plant met een hoogte van 10 tot 15 cm. De rechtopstaande, onbehaarde stengels zijn kort. De bladeren staan in een rozet. Het rozetblad is smal, driehoekig, 4 tot 6 mm lang en 2 tot 5 mm breed. De bladeren die aan de stengels zitten zijn lichtgebogen en staan naar boven dichter bij elkaar. De bovenste bladeren staan rond de kelk. De centrale nerf van een blad is duidelijk aangegeven. De onderste tot middelste bladeren hebben steellengte van 7 tot 10 mm lang en 2 tot 2,5 mm breed. Daarboven zijn ze zijn ongeveer 1 tot 3,5 cm lang en 2 tot 3 mm breed. Het onderste deel van de bladeren is wigvormig, de tip is scherp, de rand van het blad is ruw.
Gentiana sino-ornata bloeit van mei tot oktober. De bloemen staan alleen op het eind van de bloemstengel. De kelkbuis is smal en omgekeerd kegelvormig en 1,3 tot 1,5 cm lang. De bloemkroon is lichtblauw, aan de voet lichtgeel tot wit met donkerblauwe strepen of punten. De kroon is omgekeerd kegelvormig en 5 tot 6 cm lang.
De meeldraden staan in het midden van de bloemkroon en zijn ongeveer 1 tot 1,2 cm lang. De stamper heeft een lengte van 6 à 7 millimeter. De vruchten zijn ovaal-elliptisch capsules met een lengte van 2,5 tot 2,7 cm, de stempel is tot 2,5 cm lang. De zaden zijn lichtbruin, elliptisch en 0,8 tot 1 mm.

## Voorkomen
De soort groeit in de Himalaya, in Bhutan en in China in het westen van Sichuan, in het oosten van Tibet, en in het noordwesten van Yunnan. De plant groeit op hoogten van 2800 tot 4600 meter.

## Systematiek
Binnen de soort komen twee variëteiten voor en een vorm:
- Gentiana sino-ornata var. sino-ornata : Deze variëteit is afkomstig uit China, Oost-Tibet, het noordwesten van Yunnan en Sichuan op hoogten van 2800 tot 4600 meter voor. De stengelbladeren zijn lancetvormig tot lijn-lancetvormig, de kroon is smal trechtervormig.
- Gentiana sino-ornata var. gloriosa Marquand: Deze variëteit komt in het zuidoosten van China, Tibet, Bhutan, het noordwesten van Yunnan en zuidwest Sichuan op natte bergweiden en in hooggelegen weiden 3000 tot 4300 meter voor. De stengelbladeren zijn elliptisch-lancetvormig, de kroon is buisvormig-trechtervormig.
- Gentiana sino-ornata f. alba (Forrest) Marquand: Deze vorm komt voor in China in het noordwesten van Yunnan en Sichuan zuidwesten op natte weiden en leemachtige bergweiden op hoogten van 3600 tot 4300 meter. De kroon is wit.

## Toepassingen
Gentiana sino-ornata is een zeldzaam siergewas gebruikt in rotstuinen. Er zijn tal van cultivars (selectie):
- 'Bellatrix': De kroon is wit met blauwe stippen.
- 'Blauer Zwerg': De planten hebben korte loten.
- 'Excelsior': De bloemen zijn groot.
- 'Pilatusgeist': De planten hebben veel bloemen.

De soort is rond 1910 in cultuur gekomen.
... · 
G. acaulis (Kochs gentiaan) · 
G. angustifolia (Smalbladige gentiaan) · 
G. asclepiadea (Zijdeplantgentiaan) · 
G. bavarica (Beierse gentiaan) · 
G. clusii (Grootbloemige gentiaan) · 
G. cruciata (Kruisbladgentiaan) · 
G. lutea (Gele gentiaan) · 
G. nivalis (Sneeuwgentiaan) · 
G. pneumonanthe (Klokjesgentiaan) · 
G. punctata (Gestippelde gentiaan) · 
G. purpurea (Purpergentiaan) · 
G. sino‑ornata (Chinese herfstgentiaan) · 
G. terglouensis (Triglav-gentiaan) · 
G. utriculosa (Blaasgentiaan) · 
G. verna (Voorjaarsgentiaan) · 
· ...